# Henri-Auguste-Georges du Vergier de La Rochejaquelein
Henri-Auguste-Georges du Vergier, markis de La Rochejaquelein (født 28. september 1805, død 7. januar 1867) var en fransk adelsmand, søn af Louis du Vergier de La Rochejaquelein og Victoire de Donnissan. 
Allerede 1815 udnævntes han til pair, og som ganske ung deltog han i felttogene i Spanien 1823 og på Balkan-halvøen 1828. I 1830 opgav han i harme sin pairværdighed, og han deltog derpå i legitimisternes mislykkede oprørsforsøg i Vendée. I 1842 blev han deputeret, og senere sluttede han sig 1851 til Napoleon III, der 1852 udnævnte ham til senator. 